# Skjöldung

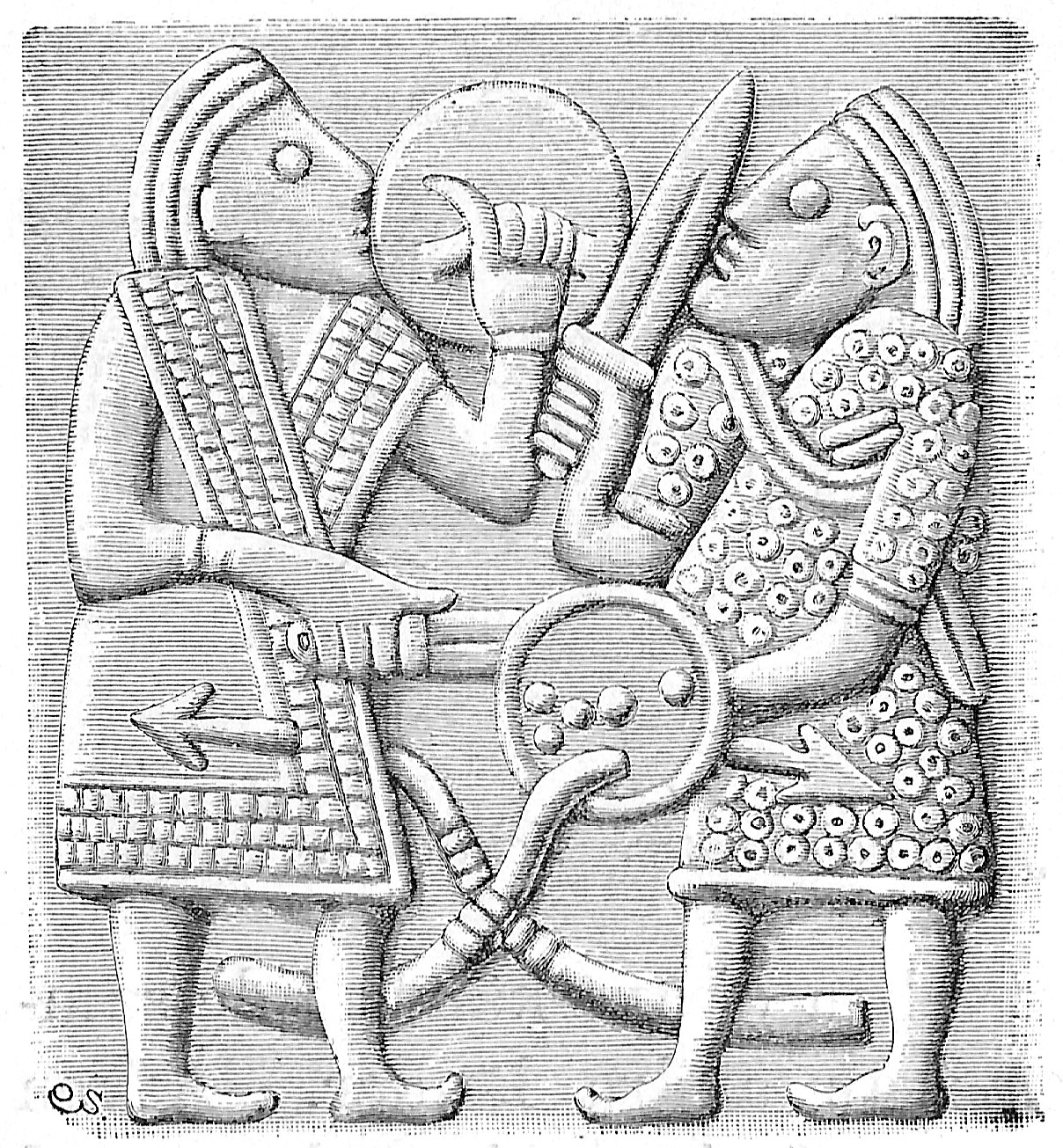
Parte del casco, fina lámina de bronce prensado. Encontrado en Vendel.

Skjöldung del nórdico antiguo (plural Skjöldungar); en inglés antiguo Scylding (plural Scyldingas), significa en ambas lenguas el "Pueblo de Skjöld/Scyld" haciendo referencia a miembros de la legendaria familia real danesa y, a veces, a su pueblo en general. El nombre se muestra en varios textos, a resaltar la saga Skjöldunga de la dinastía y clan familiar, pero solo sobrevive en un sumario en latín de Arngrímur Jónsson. Otra teoría ha sugerido que la palabra procede del bajo alemán que significa marino y que aplicó especialmente a los vikingos.

## De Skjöld a Halfdan
El número, los nombres y orden de reyes Skjöldung varían enormemente según el texto de origen hasta llegar a la figura de Healfdene. Un texto en inglés antiguo llama hijo de Scyld y sucesor a Beaw o nombre parecido. El nombre derivó en Beowulf en el poema del mismo nombre, posiblemente como error del escritor quien pensó que era una abreviación del nombre del héroe del poema, aunque es una persona diferente. Halfdan/Healfdene parece que es el hijo de Beaw en el poema. Pero todas las fuentes escandinavas que mencionan Skjöld y Halfdan sitúan a Halfdan unas generaciones posteriores de Skjöld y no hacen mención a ningún rey Beaw (salvado en la genealogía que aparece en el prólogo de la Edda de Snorri Sturluson que obtuvo de las tradiciones inglesas).
Según Gesta Danorum (Libro 1) de Saxo Grammaticus, a Skjöld le sucedió un hijo llamado Gram. Como "gram" también es un adjetivo que significa "feroz" y un kenning común para un rey escandinavo, es posible que Saxo o una fuente malinterpretase alguna cita relacionada con Beaw. Saxo tiene mucho que decir de Gram que sería el padre de Hadingus quien, a su vez, tiene mucho más que explicar. Handigus sería padre del rey Fróði quien también sería padre de Halfdan.
Snorri Sturluson en su Edda, y también en otros textos nórdicos, cita a Skjöld como padre de Fridleif, y este a su vez padre de Fróði bajo cuyo reino el mundo estuvo en paz. Snorri también menciona a Fróði, hijo de Fridleif en la saga Ynglinga. Pero en este trabajo, Snorri también introduce otro personaje, dícese que hijo del rey danés Dan el Magnífico, llamado Mikilláti (el segundo Fróði). Ambos son conocidos como "Fróði Mikilláti" y "Fróði el Apaciguador" (el que ama la paz). Snorri menciona que el segundo Fróði fue el padre de Halfdan y otro hijo llamado Fridleif.
Saxo en los libros 4–5, tras mucho tiempo después del reinado de Halfdan y la caída de la dinastía Skjöldung, presenta a un rey llamado Dan, el tercer rey con ese nombre en su relato, cuyo hijo es Fróði bajo cuyo reino el mundo vive en paz. El mismo Fróði es también padre de Fridleif según Saxo.
Existen otras divergencias en los relatos de los ancestros de Halfdan. Los nombres, cantidad y orden de los reyes legendarios daneses son inconsistentes en los textos extensos y se aprecia la aportación de diferentes escritores y recitadores que arreglaban los relatos de los reyes legendarios como mejor les parecía.

## Halfdan y sus descendientes
En todas las citas Halfdan es padre de Helgi (Halga en Beowulf) y Hróarr (Hroðgar en Beowulf). Helgi es padre del famoso Hrólfr Kraki (Hroðulf en Beowulf). En Beowulf, otro hijo de Healfdene/Halfdan llamado Heorogar es padre de Heoroweard quien se corresponde con Hjörvard en los relatos en nórdico antiguo donde no se menciona a los padres de Hjörvard. Las citas nórdicas mencionan a Hjörvard como marido de la hermana de Hrólf y explica como Hjörvard se rebeló contra el rey Hrólf y lo quemó en su sala real. Hjörvard fue a su vez asesinado y con él muere la dinastía de los Skjöldung.

## Otros Skjöldungar
Algunos monarcas vikingos proclamaban ser descendientes del linaje Skjöldung:
- Halfdan el Valiente
- Ivar Vidfamne
- Harald Hilditonn
- Eysteinn Beli